# 沈阳市第七中学
沈阳市第七中学是主校区位于沈阳市沈河区奉天街和热闹路交汇处的公立初级中学，建于 1907 年。东校区位于新宁街，建于2012年。五里河校区建于2018年

## 争议
由于沈阳七中的教育方法过于注重应试，而被学生和家长们称为“第七监狱”，因此引起教育界的广泛争议，相关文章《七中现象的远虑与近忧（页面存档备份，存于）》刊登在《中国教育报》。
校内学生普遍反应食堂食品安全问题，树叶、虫子、塑料袋多次在饭菜中出现……

## 七中七徳
“七中七德”指在该中学充作学生行为准则的一组口号，这组总共七条的口号，该校的校长称这些口号有助其管理的学生养成习惯，“七德”的说法最晚出现于2006年。
- 听课讲课德

- 开会讲会德

- 用餐讲餐德

- 仪表讲仪德

- 说话讲口德

- 走路讲行德

- 待人接物讲礼德

这组口号也被该校的分支机构使用，如该校的附属小学的教职工就将该口号改编为三字一句的三字经形式。

## 分支机构
沈阳市第七中学东部校区
沈阳市第七中学五里河校区
沈阳市第七中学附属小学
沈阳市第七中学附属幼儿园
1. ↑  沈阳教育网. . sy.wenming.cn. 2012-12-11  [2020-10-30]. （原始内容存档于2020-11-05） （中文（中国大陆））. 2006年，七中学生养成习惯的“七中七德”走进每一个班级。
2. ↑  七中附小. . 微信公众平台. 沈阳市第七中学. 2020-04-09  [2020-10-29] （中文（中国大陆））.